# Melicados de Carabaque
Melicados de Carabaque ou Melicados de Camsa (em armênio/arménio: Խամսայի մելիքություններ), também conhecidos como Emirados de Artsaque (em armênio/arménio:  Արցախի մելիքություններ), eram entidades feudais armênias no território do moderno Alto Carabaque e terras vizinhas, da dissolução do Principado de Khachen no século XV até a abolição das entidades étnicas feudais pelo Império Russo em 1822.
Era o nome comum de cinco principados armênios, membros da união militar criada pelas famílias principescas de Artsaque - Khachen, cujos domínios coincidiam aproximadamente com o território da atual República de Artsaque. Os clãs Meliques de Artsaque eram descendentes diretos e descendentes dos reis e príncipes feudais de Artsaque no final do período medieval, que os conquistadores estrangeiros reconheceram como meliques no século XVI, e seus domínios como melicados. Os Meliques de Camsa tornaram-se particularmente poderosos no final do século XVII e início do XVIII, assumindo e liderando o movimento de libertação nacional armênio contra os conquistadores persas e turcos naquele período histórico.

## Etimologia
Khamsa, também escrito Khamse ou simplesmente Khams significa 'cinco', em árabe. Os principados eram governados por meliques. O termo melique (em armênio/arménio: Մելիք; romaniz.: meliq), advindo do árabe maleque, "rei" (ملك), designa um título de nobreza armênio em várias terras da Armênia Oriental. Os principados governados por meliques tornaram-se conhecidos como melicados.[carece de fontes?]

## Divisão administrativa
Os cinco principados armênios (melicados) em Carabaque eram os seguintes:
- Melicado do Gulistão, sob a liderança da família melique-beglárida;
- Melicado de Jaraberde, sob a liderança da família melique-israélida, seguida pela família alavérdida no século XVIII e finalmente governada pela casa principesca de Atabeque no século XIX;
- Melicado de Cachene, sob a liderança da família Haçane-Jalaliã (e no final do século XVIII parcialmente governado pelo melique mirzânida);
- Melicado de Varanda (até o início do século XVII parte do melicado de Dizaque), sob a liderança da família melique-xanazárida;
- Melicado de Dizaque, sob a liderança da família melique-avânida.